# Manami Tanaka
Manami Tanaka (japanisch 田中 愛美 Tanaka Manami; * 10. Juni 1996 in Kikuyo) ist eine japanische Rollstuhltennisspielerin.

## Karriere
Seit einem Sturz auf einer vereisten Treppe ist Manami Tanaka von der Hüfte abwärts gelähmt. Seit 2014 spielt Tanaka professionell Rollstuhltennis und konnte sowohl im Einzel als auch im Doppel die Top Ten der Weltrangliste erreichen. Bei den Australian Open 2025 erreichte sie mit ihrer Doppelpartnerin Zhu Zhenzhen das Finale, verlor aber in zwei Sätzen gegen das chinesische Team Li Xiaohui und Wang Ziying.
Manami Tanaka trat bei den Paralympics 2020 in Tokio an und konnte in das Achtelfinale einziehen, sie unterlag dort Jordanne Whiley klar in zwei Sätzen. Im Doppel spielte sie mit Saki Takamuro und erreichte das Viertelfinale. Ihren größten Erfolg erzielte sie bei den Paralympischen Spielen 2024 in Paris. An der Seite von Yui Kamiji besiegte sie im Spiel um Gold das favorisierte niederländische Doppel de Groot / van Koot im Match-Tie-Break und beendete so eine seit 1992 bestehende Siegesserie niederländischer Damendoppel.

## Leistungsbilanz bei den Grand-Slam-Turnieren

### Einzel
| Turnier         | 2022 | 2023 | 2024 | 2025 | Karriere |
| --------------- | ---- | ---- | ---- | ---- | -------- |
| Australian Open | –    | HF   | VF   | 1    | HF       |
| French Open     | –    | 1    | 1    | VF   | VF       |
| Wimbledon       | –    | –    | 1    | 1    | 1        |
| US Open         | VF   | 1    |      |      | VF       |

### Doppel
| Turnier         | 2022 | 2023 | 2024 | 2025 | Karriere |
| --------------- | ---- | ---- | ---- | ---- | -------- |
| Australian Open | –    | HF   | HF   | F    | F        |
| French Open     | –    | HF   | HF   | HF   | HF       |
| Wimbledon       | –    | –    | VF   | VF   | VF       |
| US Open         | HF   | HF   |      |      | HF       |

Zeichenerklärung: S = Turniersieg; F, HF, VF, AF = Einzug ins Finale / Halbfinale / Viertelfinale / Achtelfinale; 1, 2, 3 = Ausscheiden in der 1. / 2. / 3. Hauptrunde; nicht ausgetragen